# Manitou (bedrijf)

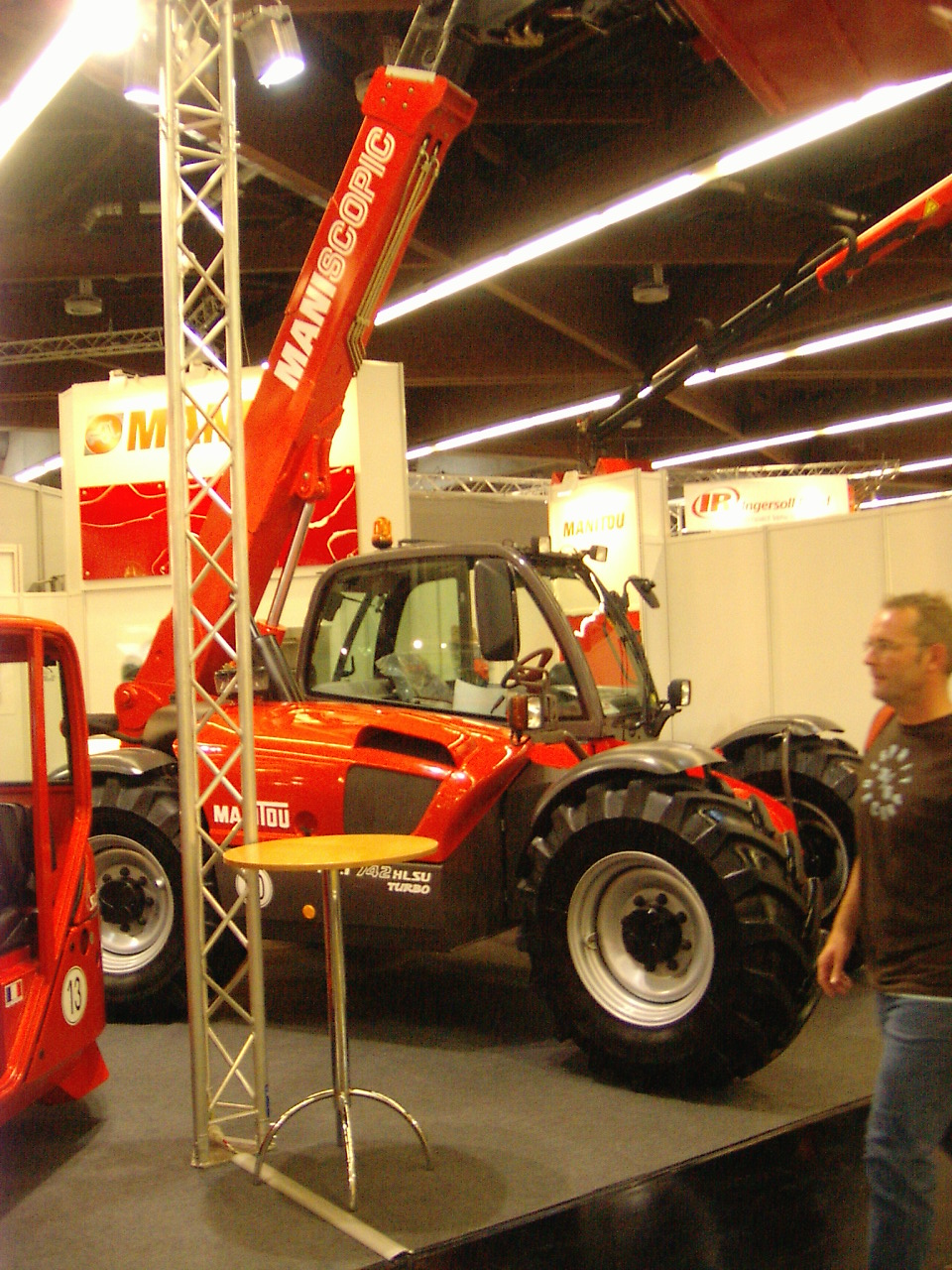
Verreiker

Manitou is een Frans bedrijf uit Ancenis.
Het bedrijf maakt onder meer heftrucks en telescopische laders. Het is wereldmarktleider op het gebied van verreikers en allterrainheftrucks. Manitou is beursgenoteerd en de aandelen zijn grotendeels in handen van de familie Braud.
De Manitou Group bestaat naast Manitou uit de merken Edge, Mustang by Manitou & Gehl.